# Tour de l'Avenir 2023
Le Tour de l'Avenir 2023 est la 59e édition du Tour de l'Avenir, une compétition cycliste sur route ouverte aux coureurs espoirs de moins de 23 ans. La course a lieu du 20 au 27 août 2023 entre Carnac et Sainte-Foy-Tarentaise après la montée du col de l'Iseran.
Le Tour, qui comporte sept étapes en ligne et un contre-la-montre par équipes et un contre-la-montre individuel, est une manche de l'UCI Europe Tour 2023 et de la Coupe des Nations espoirs.

## Présentation

### Parcours
La 59e édition du Tour de l'Avenir traverse la France de façon transversale, de la Bretagne jusqu'aux Alpes. Le parcours est constitué de deux premières étapes de plaine, au départ du Morbihan jusqu'en Indre-et-Loire, puis un contre-la-montre par équipe dans le département de l'Indre, suivi de deux étapes vallonnées dans le nord de la région Nouvelle-Aquitaine et en Auvergne-Rhône-Alpes. L'épreuve se termine par quatre étapes de montagne, dont un contre-la-montre individuel, dans les Alpes avec autant d'arrivées en altitude. Les jeunes coureurs doivent notamment gravir le col de la Loze, ainsi que le col de la Madeleine et le col de l'Iseran lors de la dernière journée.

### Équipes
Vingt-sept équipes de six coureurs de 19 à 23 ans participent à cette course. Vingt-cinq d'entre elles sont des sélections nationales, une est une équipe mixte du Centre mondial du cyclisme, la dernière est une sélection régionale française d'Auvergne-Rhône-Alpes.
| Équipes nationales (25)- France espoirs - Belgique espoirs - Australie espoirs - Autriche espoirs - Canada espoirs - Colombie espoirs - Tchéquie espoirs - Danemark espoirs - Espagne espoirs - Grande-Bretagne espoirs - Allemagne espoirs - Irlande espoirs - Israël espoirs - Italie espoirs - Japon espoirs - Kazakhstan espoirs - Luxembourg espoirs - Mexique espoirs - Pays-Bas espoirs - Norvège espoirs - Pologne espoirs - Portugal espoirs - Slovénie espoirs - Suisse espoirs - États-Unis espoirs Équipe amateur- Auvergne-Rhône-Alpes espoirs Équipe régionale et de club- Centre mondial du cyclisme |
| |

## Étapes
| Étape      | Date    | Villes étapes                            | type                         | Distance (km) | Vainqueur d'étape  | Leader du classement général |
| ---------- | ------- | ---------------------------------------- | ---------------------------- | ------------- | ------------------ | ---------------------------- |
| 1re étape  | 20 août | Carnac – La Gacilly                      | étape de plaine              | 142,2         | Anders Foldager    | Anders Foldager              |
| 2e étape   | 21 août | Nozay – Chinon                           | étape de plaine              | 195           | Riley Pickrell     | Michał Pomorski              |
| 3e étape   | 22 août | Vatan – Issoudun                         | contre-la-montre par équipes | 26,5          | Danemark espoirs   | Carl-Frederik Bévort         |
| 4e étape   | 23 août | Aigurande – Évaux-les-Bains              | étape vallonnée              | 133           | Fabio Christen     | Simon Dalby                  |
| 5e étape   | 24 août | La Tour-de-Salvagny – lac d'Aiguebelette | étape vallonnée              | 138,3         | Iván Romeo         | Simon Dalby                  |
| 6e étape   | 25 août | Méribel – col de la Loze                 | étape de montagne            | 68,5          | Isaac Del Toro     | Matthew Riccitello           |
| 7e a étape | 26 août | Montricher-Albanne – Les Karellis        | contre-la-montre individuel  | 11,1          | Matthew Riccitello | Matthew Riccitello           |
| 7e b étape | 26 août | Les Karellis – col du Mont-Cenis         | étape de montagne            | 69,6          | Archie Ryan        | Matthew Riccitello           |
| 8e étape   | 27 août | Val-Cenis – Sainte-Foy-Tarentaise        | étape de montagne            | 99,6          | Giulio Pellizzari  | Isaac Del Toro               |

## Déroulement de la course

### 1reétape
Au terme de la première étape entre Carnac et La Gacilly, cinq coureurs présents dans l'échappée du jour se disputent la victoire d'étape. Le Danois Anders Foldager s’impose, remportant ainsi le premier maillot jaune, devant l'Italien Giacomo Villa et le Morbihannais Pierre Thierry, désigné combatif du jour.
| \| Classement de l'étape \| Classement de l'étape \| Classement de l'étape \| Classement de l'étape \| Classement de l'étape \| \| Coureur \| Coureur \| Pays \| Équipe \| Temps \| \| --------------------- \| --------------------- \| --------------------- \| --------------------- \| --------------------- \| \| 1er \| Anders Foldager \| Danemark \| Danemark espoirs \| 3 h 08 min 07 s \| \| 2e \| Giacomo Villa \| Italie \| Italie espoirs \| + 0 s \| \| 3e \| Pierre Thierry \| France \| France espoirs \| + 0 s \| \| 4e \| Michał Pomorski \| Pologne \| Pologne espoirs \| + 0 s \| \| 5e \| Loïc Bettendorff \| Luxembourg \| Luxembourg espoirs \| + 0 s \| \| 6e \| Rotem Tene \| Israël \| Israël espoirs \| + 6 s \| \| 7e \| Stian Fredheim \| Norvège \| Norvège espoirs \| + 6 s \| \| 8e \| Riley Pickrell \| Canada \| Canada espoirs \| + 6 s \| \| 9e \| Vlad Van Mechelen \| Belgique \| Belgique espoirs \| + 6 s \| \| 10e \| Francesco Busatto \| Italie \| Italie espoirs \| + 6 s \| |                   |            |                    |                 |
| |                   |            |                    |                 |
| |                   |            |                    |                 |
| Classement de l'étape |                   |            |                    |                 |
| Coureur | Coureur           | Pays       | Équipe             | Temps           |
| 1er | Anders Foldager   | Danemark   | Danemark espoirs   | 3 h 08 min 07 s |
| 2e | Giacomo Villa     | Italie     | Italie espoirs     | + 0 s           |
| 3e | Pierre Thierry    | France     | France espoirs     | + 0 s           |
| 4e | Michał Pomorski   | Pologne    | Pologne espoirs    | + 0 s           |
| 5e | Loïc Bettendorff  | Luxembourg | Luxembourg espoirs | + 0 s           |
| 6e | Rotem Tene        | Israël     | Israël espoirs     | + 6 s           |
| 7e | Stian Fredheim    | Norvège    | Norvège espoirs    | + 6 s           |
| 8e | Riley Pickrell    | Canada     | Canada espoirs     | + 6 s           |
| 9e | Vlad Van Mechelen | Belgique   | Belgique espoirs   | + 6 s           |
| 10e | Francesco Busatto | Italie     | Italie espoirs     | + 6 s           |

| \| Classement général \| Classement général \| Classement général \| Classement général \| Classement général \| \| Coureur \| Coureur \| Pays \| Équipe \| Temps \| \| ------------------ \| ------------------ \| ------------------ \| ------------------ \| ------------------ \| \| 1er \| Anders Foldager \| Danemark \| Danemark espoirs \| 3 h 08 min 07 s \| \| 2e \| Giacomo Villa \| Italie \| Italie espoirs \| + 0 s \| \| 3e \| Pierre Thierry \| France \| France espoirs \| + 0 s \| \| 4e \| Michał Pomorski \| Pologne \| Pologne espoirs \| + 0 s \| \| 5e \| Loïc Bettendorff \| Luxembourg \| Luxembourg espoirs \| + 0 s \| \| 6e \| Rotem Tene \| Israël \| Israël espoirs \| + 6 s \| \| 7e \| Stian Fredheim \| Norvège \| Norvège espoirs \| + 6 s \| \| 8e \| Riley Pickrell \| Canada \| Canada espoirs \| + 6 s \| \| 9e \| Vlad Van Mechelen \| Belgique \| Belgique espoirs \| + 6 s \| \| 10e \| Francesco Busatto \| Italie \| Italie espoirs \| + 6 s \| |                   |            |                    |                 |
| |                   |            |                    |                 |
| |                   |            |                    |                 |
| Classement général |                   |            |                    |                 |
| Coureur | Coureur           | Pays       | Équipe             | Temps           |
| 1er | Anders Foldager   | Danemark   | Danemark espoirs   | 3 h 08 min 07 s |
| 2e | Giacomo Villa     | Italie     | Italie espoirs     | + 0 s           |
| 3e | Pierre Thierry    | France     | France espoirs     | + 0 s           |
| 4e | Michał Pomorski   | Pologne    | Pologne espoirs    | + 0 s           |
| 5e | Loïc Bettendorff  | Luxembourg | Luxembourg espoirs | + 0 s           |
| 6e | Rotem Tene        | Israël     | Israël espoirs     | + 6 s           |
| 7e | Stian Fredheim    | Norvège    | Norvège espoirs    | + 6 s           |
| 8e | Riley Pickrell    | Canada     | Canada espoirs     | + 6 s           |
| 9e | Vlad Van Mechelen | Belgique   | Belgique espoirs   | + 6 s           |
| 10e | Francesco Busatto | Italie     | Italie espoirs     | + 6 s           |

### 2eétape
La plus longue étape de cette édition du Tour de l'Avenir se termine par un sprint massif dans les rues de Chinon. Alors que le Polonais Radoslaw Fratczak lève les bras, le Canadien Riley Pickrell franchit la ligne d'arrivée juste devant lui. Le maillot jaune passe sur les épaules du jeune Polonais Michał Pomorski.
| \| Classement de l'étape \| Classement de l'étape \| Classement de l'étape \| Classement de l'étape \| Classement de l'étape \| \| Coureur \| Coureur \| Pays \| Équipe \| Temps \| \| --------------------- \| --------------------- \| --------------------- \| --------------------- \| --------------------- \| \| 1er \| Riley Pickrell \| Canada \| Canada espoirs \| 4 h 42 min 25 s \| \| 2e \| Radosław Frątczak \| Pologne \| Pologne espoirs \| + 0 s \| \| 3e \| Rotem Tene \| Israël \| Israël espoirs \| + 0 s \| \| 4e \| Oded Kogut \| Israël \| Israël espoirs \| + 0 s \| \| 5e \| Vlad Van Mechelen \| Belgique \| Belgique espoirs \| + 0 s \| \| 6e \| Tim Torn Teutenberg \| Allemagne \| Allemagne espoirs \| + 0 s \| \| 7e \| Boštjan Murn \| Slovénie \| Slovénie espoirs \| + 0 s \| \| 8e \| Adam Holm \| Danemark \| Danemark espoirs \| + 0 s \| \| 9e \| Axel Huens \| France \| France espoirs \| + 0 s \| \| 10e \| Francesco Busatto \| Italie \| Italie espoirs \| + 0 s \| |                     |           |                   |                 |
| |                     |           |                   |                 |
| |                     |           |                   |                 |
| Classement de l'étape |                     |           |                   |                 |
| Coureur | Coureur             | Pays      | Équipe            | Temps           |
| 1er | Riley Pickrell      | Canada    | Canada espoirs    | 4 h 42 min 25 s |
| 2e | Radosław Frątczak   | Pologne   | Pologne espoirs   | + 0 s           |
| 3e | Rotem Tene          | Israël    | Israël espoirs    | + 0 s           |
| 4e | Oded Kogut          | Israël    | Israël espoirs    | + 0 s           |
| 5e | Vlad Van Mechelen   | Belgique  | Belgique espoirs  | + 0 s           |
| 6e | Tim Torn Teutenberg | Allemagne | Allemagne espoirs | + 0 s           |
| 7e | Boštjan Murn        | Slovénie  | Slovénie espoirs  | + 0 s           |
| 8e | Adam Holm           | Danemark  | Danemark espoirs  | + 0 s           |
| 9e | Axel Huens          | France    | France espoirs    | + 0 s           |
| 10e | Francesco Busatto   | Italie    | Italie espoirs    | + 0 s           |

| \| Classement général \| Classement général \| Classement général \| Classement général \| Classement général \| \| Coureur \| Coureur \| Pays \| Équipe \| Temps \| \| ------------------ \| ------------------ \| ------------------ \| ----------------------- \| ------------------ \| \| 1er \| Michał Pomorski \| Pologne \| Pologne espoirs \| 7 h 50 min 32 s \| \| 2e \| Giacomo Villa \| Italie \| Italie espoirs \| + 0 s \| \| 3e \| Loïc Bettendorff \| Luxembourg \| Luxembourg espoirs \| + 0 s \| \| 4e \| Pierre Thierry \| France \| France espoirs \| + 0 s \| \| 5e \| Riley Pickrell \| Canada \| Canada espoirs \| + 6 s \| \| 6e \| Rotem Tene \| Israël \| Israël espoirs \| + 6 s \| \| 7e \| Vlad Van Mechelen \| Belgique \| Belgique espoirs \| + 6 s \| \| 8e \| Oded Kogut \| Israël \| Israël espoirs \| + 6 s \| \| 9e \| Francesco Busatto \| Italie \| Italie espoirs \| + 6 s \| \| 10e \| Joseph Blackmore \| Royaume-Uni \| Grande-Bretagne espoirs \| + 6 s \| |                   |             |                         |                 |
| |                   |             |                         |                 |
| |                   |             |                         |                 |
| Classement général |                   |             |                         |                 |
| Coureur | Coureur           | Pays        | Équipe                  | Temps           |
| 1er | Michał Pomorski   | Pologne     | Pologne espoirs         | 7 h 50 min 32 s |
| 2e | Giacomo Villa     | Italie      | Italie espoirs          | + 0 s           |
| 3e | Loïc Bettendorff  | Luxembourg  | Luxembourg espoirs      | + 0 s           |
| 4e | Pierre Thierry    | France      | France espoirs          | + 0 s           |
| 5e | Riley Pickrell    | Canada      | Canada espoirs          | + 6 s           |
| 6e | Rotem Tene        | Israël      | Israël espoirs          | + 6 s           |
| 7e | Vlad Van Mechelen | Belgique    | Belgique espoirs        | + 6 s           |
| 8e | Oded Kogut        | Israël      | Israël espoirs          | + 6 s           |
| 9e | Francesco Busatto | Italie      | Italie espoirs          | + 6 s           |
| 10e | Joseph Blackmore  | Royaume-Uni | Grande-Bretagne espoirs | + 6 s           |

### 3eétape
Le contre-la-montre par équipe, entre Vatan et Issoudun est remporté par la sélection danoise, devant la France et la Belgique, au terme de 26,5 kilomètres de course. À l'issue de cette étape, le maillot jaune passe sur les épaules du Danois Carl-Frederik Bévort.
| \| Classement de l'étape \| Classement de l'étape \| Classement de l'étape \| Classement de l'étape \| Classement de l'étape \| Classement de l'étape \| \| Équipe \| Équipe \| Pays \| Temps \| Écart de temps \| Vitesse moy. \| \| --------------------- \| --------------------- \| --------------------- \| --------------------- \| --------------------- \| --------------------- \| \| 1re \| Danemark espoirs \| Danemark \| 28 min 13 s \| \| \| \| 2e \| France espoirs \| France \| \| + 13 s \| \| \| 3e \| Belgique espoirs \| Belgique \| \| + 31 s \| \| \| 4e \| Pays-Bas espoirs \| Pays-Bas \| \| + 32 s \| \| \| 5e \| Australie espoirs \| Australie \| \| + 41 s \| \| |                   |           |             |                |              |
| |                   |           |             |                |              |
| |                   |           |             |                |              |
| Classement de l'étape |                   |           |             |                |              |
| Équipe | Équipe            | Pays      | Temps       | Écart de temps | Vitesse moy. |
| 1re | Danemark espoirs  | Danemark  | 28 min 13 s |                |              |
| 2e | France espoirs    | France    |             | + 13 s         |              |
| 3e | Belgique espoirs  | Belgique  |             | + 31 s         |              |
| 4e | Pays-Bas espoirs  | Pays-Bas  |             | + 32 s         |              |
| 5e | Australie espoirs | Australie |             | + 41 s         |              |

| \| Classement général \| Classement général \| Classement général \| Classement général \| Classement général \| \| Coureur \| Coureur \| Pays \| Équipe \| Temps \| \| ------------------ \| -------------------- \| ------------------ \| ------------------ \| ------------------ \| \| 1er \| Carl-Frederik Bévort \| Danemark \| Danemark espoirs \| 8 h 18 min 51 s \| \| 2e \| Simon Dalby \| Danemark \| Danemark espoirs \| + 0 s \| \| 3e \| Pierre Thierry \| France \| France espoirs \| + 7 s \| \| 4e \| Mathys Rondel \| France \| France espoirs \| + 13 s \| \| 5e \| Axel Huens \| France \| France espoirs \| + 13 s \| |                      |          |                  |                 |
| |                      |          |                  |                 |
| |                      |          |                  |                 |
| Classement général |                      |          |                  |                 |
| Coureur | Coureur              | Pays     | Équipe           | Temps           |
| 1er | Carl-Frederik Bévort | Danemark | Danemark espoirs | 8 h 18 min 51 s |
| 2e | Simon Dalby          | Danemark | Danemark espoirs | + 0 s           |
| 3e | Pierre Thierry       | France   | France espoirs   | + 7 s           |
| 4e | Mathys Rondel        | France   | France espoirs   | + 13 s          |
| 5e | Axel Huens           | France   | France espoirs   | + 13 s          |

### 4eétape
La quatrième étape qui devait se dérouler sur 150 kilomètres à travers le département de la Creuse, entre Aigurande et Évaux-les-Bains, est raccourcie d'un tour de circuit final, soit 17 kilomètres, en raison des fortes chaleurs qui touchent le sud de la France. Elle est remportée par le coureur suisse Fabio Christen, le Danois Simon Dalby devient le nouveau leader du classement général.
| \| Classement de l'étape \| Classement de l'étape \| Classement de l'étape \| Classement de l'étape \| Classement de l'étape \| \| Coureur \| Coureur \| Pays \| Équipe \| Temps \| \| --------------------- \| --------------------- \| --------------------- \| ----------------------- \| --------------------- \| \| 1er \| Fabio Christen \| Suisse \| Suisse espoirs \| 3 h 05 min 02 s \| \| 2e \| Isaac Del Toro \| Mexique \| Mexique espoirs \| + 1 s \| \| 3e \| Lukas Nerurkar \| Royaume-Uni \| Grande-Bretagne espoirs \| + 1 s \| \| 4e \| Francesco Busatto \| Italie \| Italie espoirs \| + 1 s \| \| 5e \| William Junior Lecerf \| Belgique \| Belgique espoirs \| + 1 s \| |                       |             |                         |                 |
| |                       |             |                         |                 |
| Source : ProCyclingStats |                       |             |                         |                 |
| Classement de l'étape |                       |             |                         |                 |
| Coureur | Coureur               | Pays        | Équipe                  | Temps           |
| 1er | Fabio Christen        | Suisse      | Suisse espoirs          | 3 h 05 min 02 s |
| 2e | Isaac Del Toro        | Mexique     | Mexique espoirs         | + 1 s           |
| 3e | Lukas Nerurkar        | Royaume-Uni | Grande-Bretagne espoirs | + 1 s           |
| 4e | Francesco Busatto     | Italie      | Italie espoirs          | + 1 s           |
| 5e | William Junior Lecerf | Belgique    | Belgique espoirs        | + 1 s           |

| \| Classement général \| Classement général \| Classement général \| Classement général \| Classement général \| \| Coureur \| Coureur \| Pays \| Équipe \| Temps \| \| ------------------ \| ------------------ \| ------------------ \| ------------------ \| ------------------ \| \| 1er \| Simon Dalby \| Danemark \| Danemark espoirs \| 11 h 23 min 54 s \| \| 2e \| Mathys Rondel \| France \| France espoirs \| + 13 s \| \| 3e \| Axel Huens \| France \| France espoirs \| + 13 s \| \| 4e \| Pierre Thierry \| France \| France espoirs \| + 22 s \| \| 5e \| Jan Christen \| Suisse \| Suisse espoirs \| + 41 s \| |                |          |                  |                  |
| |                |          |                  |                  |
| Source : ProCyclingStats |                |          |                  |                  |
| Classement général |                |          |                  |                  |
| Coureur | Coureur        | Pays     | Équipe           | Temps            |
| 1er | Simon Dalby    | Danemark | Danemark espoirs | 11 h 23 min 54 s |
| 2e | Mathys Rondel  | France   | France espoirs   | + 13 s           |
| 3e | Axel Huens     | France   | France espoirs   | + 13 s           |
| 4e | Pierre Thierry | France   | France espoirs   | + 22 s           |
| 5e | Jan Christen   | Suisse   | Suisse espoirs   | + 41 s           |

### 5eétape
La cinquième étape entre La Tour-de-Salvagny et le lac d'Aiguebelette voit s'imposer le jeune coureur espagnol Iván Romeo au terme d'une journée passée à l'avant, d'abord dans une échappée de 12 coureurs puis en solitaire. Arrivé en cinquième position sur cette étape, Simon Dalby conserve son maillot jaune.
| \| Classement de l'étape \| Classement de l'étape \| Classement de l'étape \| Classement de l'étape \| Classement de l'étape \| \| Coureur \| Coureur \| Pays \| Équipe \| Temps \| \| --------------------- \| --------------------- \| --------------------- \| --------------------- \| --------------------- \| \| 1er \| Iván Romeo \| Espagne \| Espagne espoirs \| 3 h 05 min 06 s \| \| 2e \| Jan Christen \| Suisse \| Suisse espoirs \| + 7 s \| \| 3e \| Francesco Busatto \| Italie \| Italie espoirs \| + 12 s \| \| 4e \| Nadav Raisberg \| Israël \| Israël espoirs \| + 12 s \| \| 5e \| Simon Dalby \| Danemark \| Danemark espoirs \| + 12 s \| |                   |          |                  |                 |
| |                   |          |                  |                 |
| |                   |          |                  |                 |
| Classement de l'étape |                   |          |                  |                 |
| Coureur | Coureur           | Pays     | Équipe           | Temps           |
| 1er | Iván Romeo        | Espagne  | Espagne espoirs  | 3 h 05 min 06 s |
| 2e | Jan Christen      | Suisse   | Suisse espoirs   | + 7 s           |
| 3e | Francesco Busatto | Italie   | Italie espoirs   | + 12 s          |
| 4e | Nadav Raisberg    | Israël   | Israël espoirs   | + 12 s          |
| 5e | Simon Dalby       | Danemark | Danemark espoirs | + 12 s          |

| \| Classement général \| Classement général \| Classement général \| Classement général \| Classement général \| \| Coureur \| Coureur \| Pays \| Équipe \| Temps \| \| ------------------ \| ------------------ \| ------------------ \| ----------------------- \| ------------------ \| \| 1er \| Simon Dalby \| Danemark \| Danemark espoirs \| 14 h 29 min 12 s \| \| 2e \| Mathys Rondel \| France \| France espoirs \| + 13 s \| \| 3e \| Jan Christen \| Suisse \| Suisse espoirs \| + 36 s \| \| 4e \| Robin Donzé \| Suisse \| Suisse espoirs \| + 41 s \| \| 5e \| Joseph Blackmore \| Royaume-Uni \| Grande-Bretagne espoirs \| + 42 s \| |                  |             |                         |                  |
| |                  |             |                         |                  |
| |                  |             |                         |                  |
| Classement général |                  |             |                         |                  |
| Coureur | Coureur          | Pays        | Équipe                  | Temps            |
| 1er | Simon Dalby      | Danemark    | Danemark espoirs        | 14 h 29 min 12 s |
| 2e | Mathys Rondel    | France      | France espoirs          | + 13 s           |
| 3e | Jan Christen     | Suisse      | Suisse espoirs          | + 36 s           |
| 4e | Robin Donzé      | Suisse      | Suisse espoirs          | + 41 s           |
| 5e | Joseph Blackmore | Royaume-Uni | Grande-Bretagne espoirs | + 42 s           |

### 6eétape
Cette première étape de montagne, conclue par l'ascension du col de la Loze est remportée par le Mexicain Isaac Del Toro. L'Américain Matthew Riccitello franchit la ligne d'arrivée juste derrière le vainqueur et s'empare de la première place du classement général.
| \| Classement de l'étape \| Classement de l'étape \| Classement de l'étape \| Classement de l'étape \| Classement de l'étape \| \| Coureur \| Coureur \| Pays \| Équipe \| Temps \| \| --------------------- \| --------------------- \| --------------------- \| --------------------- \| --------------------- \| \| 1er \| Isaac Del Toro \| Mexique \| Mexique espoirs \| 2 h 04 min 05 s \| \| 2e \| Matthew Riccitello \| États-Unis \| États-Unis espoirs \| + 1 s \| \| 3e \| Davide Piganzoli \| Italie \| Italie espoirs \| + 30 s \| \| 4e \| Giulio Pellizzari \| Italie \| Italie espoirs \| + 1 min 14 s \| \| 5e \| William Junior Lecerf \| Belgique \| Belgique espoirs \| + 1 min 27 s \| |                       |            |                    |                 |
| |                       |            |                    |                 |
| |                       |            |                    |                 |
| Classement de l'étape |                       |            |                    |                 |
| Coureur | Coureur               | Pays       | Équipe             | Temps           |
| 1er | Isaac Del Toro        | Mexique    | Mexique espoirs    | 2 h 04 min 05 s |
| 2e | Matthew Riccitello    | États-Unis | États-Unis espoirs | + 1 s           |
| 3e | Davide Piganzoli      | Italie     | Italie espoirs     | + 30 s          |
| 4e | Giulio Pellizzari     | Italie     | Italie espoirs     | + 1 min 14 s    |
| 5e | William Junior Lecerf | Belgique   | Belgique espoirs   | + 1 min 27 s    |

| \| Classement général \| Classement général \| Classement général \| Classement général \| Classement général \| \| Coureur \| Coureur \| Pays \| Équipe \| Temps \| \| ------------------ \| ------------------ \| ------------------ \| ------------------ \| ------------------ \| \| 1er \| Matthew Riccitello \| États-Unis \| États-Unis espoirs \| 16 h 34 min 51 s \| \| 2e \| Davide Piganzoli \| Italie \| Italie espoirs \| + 25 s \| \| 3e \| Isaac Del Toro \| Mexique \| Mexique espoirs \| + 26 s \| \| 4e \| Mathys Rondel \| France \| France espoirs \| + 38 s \| \| 5e \| Fernando Tercero \| Espagne \| Espagne espoirs \| + 56 s \| |                    |            |                    |                  |
| |                    |            |                    |                  |
| |                    |            |                    |                  |
| Classement général |                    |            |                    |                  |
| Coureur | Coureur            | Pays       | Équipe             | Temps            |
| 1er | Matthew Riccitello | États-Unis | États-Unis espoirs | 16 h 34 min 51 s |
| 2e | Davide Piganzoli   | Italie     | Italie espoirs     | + 25 s           |
| 3e | Isaac Del Toro     | Mexique    | Mexique espoirs    | + 26 s           |
| 4e | Mathys Rondel      | France     | France espoirs     | + 38 s           |
| 5e | Fernando Tercero   | Espagne    | Espagne espoirs    | + 56 s           |

### 7ea étape
Le maillot jaune Matthew Riccitello remporte le contre-la-montre individuel à la station savoyarde des Karellis avec 40 secondes d'avance sur le deuxième coureur, Davide Piganzoli. Il conforte ainsi son avance au classement général avant les deux dernières étapes de montagne.
| \| Classement de l'étape \| Classement de l'étape \| Classement de l'étape \| Classement de l'étape \| Classement de l'étape \| \| Coureur \| Coureur \| Pays \| Équipe \| Temps \| \| --------------------- \| --------------------- \| --------------------- \| --------------------- \| --------------------- \| \| 1er \| Matthew Riccitello \| États-Unis \| États-Unis espoirs \| 31 min 31 s \| \| 2e \| Davide Piganzoli \| Italie \| Italie espoirs \| + 40 s \| \| 3e \| Isaac Del Toro \| Mexique \| Mexique espoirs \| + 46 s \| \| 4e \| Giulio Pellizzari \| Italie \| Italie espoirs \| + 1 min 14 s \| \| 5e \| William Junior Lecerf \| Belgique \| Belgique espoirs \| + 1 min 24 s \| |                       |            |                    |              |
| |                       |            |                    |              |
| |                       |            |                    |              |
| Classement de l'étape |                       |            |                    |              |
| Coureur | Coureur               | Pays       | Équipe             | Temps        |
| 1er | Matthew Riccitello    | États-Unis | États-Unis espoirs | 31 min 31 s  |
| 2e | Davide Piganzoli      | Italie     | Italie espoirs     | + 40 s       |
| 3e | Isaac Del Toro        | Mexique    | Mexique espoirs    | + 46 s       |
| 4e | Giulio Pellizzari     | Italie     | Italie espoirs     | + 1 min 14 s |
| 5e | William Junior Lecerf | Belgique   | Belgique espoirs   | + 1 min 24 s |

| \| Classement général \| Classement général \| Classement général \| Classement général \| Classement général \| \| Coureur \| Coureur \| Pays \| Équipe \| Temps \| \| ------------------ \| ------------------ \| ------------------ \| ------------------ \| ------------------ \| \| 1er \| Matthew Riccitello \| États-Unis \| États-Unis espoirs \| 17 h 06 min 22 s \| \| 2e \| Davide Piganzoli \| Italie \| Italie espoirs \| + 1 min 05 s \| \| 3e \| Isaac Del Toro \| Mexique \| Mexique espoirs \| + 1 min 12 s \| \| 4e \| Mathys Rondel \| France \| France espoirs \| + 2 min 10 s \| \| 5e \| Giulio Pellizzari \| Italie \| Italie espoirs \| + 2 min 25 s \| |                    |            |                    |                  |
| |                    |            |                    |                  |
| |                    |            |                    |                  |
| Classement général |                    |            |                    |                  |
| Coureur | Coureur            | Pays       | Équipe             | Temps            |
| 1er | Matthew Riccitello | États-Unis | États-Unis espoirs | 17 h 06 min 22 s |
| 2e | Davide Piganzoli   | Italie     | Italie espoirs     | + 1 min 05 s     |
| 3e | Isaac Del Toro     | Mexique    | Mexique espoirs    | + 1 min 12 s     |
| 4e | Mathys Rondel      | France     | France espoirs     | + 2 min 10 s     |
| 5e | Giulio Pellizzari  | Italie     | Italie espoirs     | + 2 min 25 s     |

### 7eb étape
Après le contre-la-montre matinal, l'Irlandais Archie Ryan remporte l'étape en ligne de l'après-midi sur le col du Mont-Cenis. Il s'impose en solitaire, devant le Mexicain Isaac Del Toro et l'Italien Giulio Pellizzari, tandis que Matthew Riccitello garde le maillot jaune sur ses épaules.
| \| Classement de l'étape \| Classement de l'étape \| Classement de l'étape \| Classement de l'étape \| Classement de l'étape \| \| Coureur \| Coureur \| Pays \| Équipe \| Temps \| \| --------------------- \| --------------------- \| --------------------- \| --------------------- \| --------------------- \| \| 1er \| Archie Ryan \| Irlande \| Irlande espoirs \| 2 h 05 min 21 s \| \| 2e \| Isaac Del Toro \| Mexique \| Mexique espoirs \| + 7 s \| \| 3e \| Giulio Pellizzari \| Italie \| Italie espoirs \| + 7 s \| \| 4e \| William Junior Lecerf \| Belgique \| Belgique espoirs \| + 23 s \| \| 5e \| Diego Pescador \| Colombie \| Colombie espoirs \| + 23 s \| |                       |          |                  |                 |
| |                       |          |                  |                 |
| |                       |          |                  |                 |
| Classement de l'étape |                       |          |                  |                 |
| Coureur | Coureur               | Pays     | Équipe           | Temps           |
| 1er | Archie Ryan           | Irlande  | Irlande espoirs  | 2 h 05 min 21 s |
| 2e | Isaac Del Toro        | Mexique  | Mexique espoirs  | + 7 s           |
| 3e | Giulio Pellizzari     | Italie   | Italie espoirs   | + 7 s           |
| 4e | William Junior Lecerf | Belgique | Belgique espoirs | + 23 s          |
| 5e | Diego Pescador        | Colombie | Colombie espoirs | + 23 s          |

| \| Classement général \| Classement général \| Classement général \| Classement général \| Classement général \| \| Coureur \| Coureur \| Pays \| Équipe \| Temps \| \| ------------------ \| ------------------ \| ------------------ \| ------------------ \| ------------------ \| \| 1er \| Matthew Riccitello \| États-Unis \| États-Unis espoirs \| 19 h 12 min 08 s \| \| 2e \| Isaac Del Toro \| Mexique \| Mexique espoirs \| + 54 s \| \| 3e \| Davide Piganzoli \| Italie \| Italie espoirs \| + 1 min 05 s \| \| 4e \| Giulio Pellizzari \| Italie \| Italie espoirs \| + 2 min 07 s \| \| 5e \| Mathys Rondel \| France \| France espoirs \| + 2 min 10 s \| |                    |            |                    |                  |
| |                    |            |                    |                  |
| |                    |            |                    |                  |
| Classement général |                    |            |                    |                  |
| Coureur | Coureur            | Pays       | Équipe             | Temps            |
| 1er | Matthew Riccitello | États-Unis | États-Unis espoirs | 19 h 12 min 08 s |
| 2e | Isaac Del Toro     | Mexique    | Mexique espoirs    | + 54 s           |
| 3e | Davide Piganzoli   | Italie     | Italie espoirs     | + 1 min 05 s     |
| 4e | Giulio Pellizzari  | Italie     | Italie espoirs     | + 2 min 07 s     |
| 5e | Mathys Rondel      | France     | France espoirs     | + 2 min 10 s     |

### 8eétape
La dernière étape, longue de 100 kilomètres, comporte quatre montées répertoriées pour le classement du meilleur grimpeur, parmi lesquelles le col de l'Iseran, pour un total de plus de 2 600 m de dénivelé positif. Giulio Pellizzari remporte l'étape, juste devant Isaac Del Toro. Ce dernier, qui a lancé l'attaque à 50 kilomètres de l'arrivée, s'empare du maillot jaune et devient ainsi le premier Mexicain à gagner le Tour de l'Avenir. Il remporte par ailleurs les classements par points, du meilleur grimpeur, et du meilleur jeune.
| \| Classement de l'étape \| Classement de l'étape \| Classement de l'étape \| Classement de l'étape \| Classement de l'étape \| \| Coureur \| Coureur \| Pays \| Équipe \| Temps \| \| --------------------- \| ----------------------- \| --------------------- \| --------------------- \| --------------------- \| \| 1er \| Giulio Pellizzari \| Italie \| Italie espoirs \| 2 h 50 min 22 s \| \| 2e \| Isaac Del Toro \| Mexique \| Mexique espoirs \| + 0 s \| \| 3e \| William Junior Lecerf \| Belgique \| Belgique espoirs \| + 34 s \| \| 4e \| Embret Svestad-Bårdseng \| Norvège \| Norvège espoirs \| + 1 min 24 s \| \| 5e \| Archie Ryan \| Irlande \| Irlande espoirs \| + 1 min 28 s \| |                         |          |                  |                 |
| |                         |          |                  |                 |
| |                         |          |                  |                 |
| Classement de l'étape |                         |          |                  |                 |
| Coureur | Coureur                 | Pays     | Équipe           | Temps           |
| 1er | Giulio Pellizzari       | Italie   | Italie espoirs   | 2 h 50 min 22 s |
| 2e | Isaac Del Toro          | Mexique  | Mexique espoirs  | + 0 s           |
| 3e | William Junior Lecerf   | Belgique | Belgique espoirs | + 34 s          |
| 4e | Embret Svestad-Bårdseng | Norvège  | Norvège espoirs  | + 1 min 24 s    |
| 5e | Archie Ryan             | Irlande  | Irlande espoirs  | + 1 min 28 s    |

## Classements finals

### Classement général
| \| Classement général \| Classement général \| Classement général \| Classement général \| Classement général \| \| Coureur \| Coureur \| Pays \| Équipe \| Temps \| \| ------------------ \| ----------------------- \| ------------------ \| ------------------ \| ------------------ \| \| 1er \| Isaac Del Toro \| Mexique \| Mexique espoirs \| 22 h 03 min 24 s \| \| 2e \| Giulio Pellizzari \| Italie \| Italie espoirs \| + 1 min 13 s \| \| 3e \| Davide Piganzoli \| Italie \| Italie espoirs \| + 1 min 42 s \| \| 4e \| Matthew Riccitello \| États-Unis \| États-Unis espoirs \| + 1 min 58 s \| \| 5e \| William Junior Lecerf \| Belgique \| Belgique espoirs \| + 3 min 24 s \| \| 6e \| Mathys Rondel \| France \| France espoirs \| + 3 min 28 s \| \| 7e \| Jan Christen \| Suisse \| Suisse espoirs \| + 5 min 17 s \| \| 8e \| Embret Svestad-Bårdseng \| Norvège \| Norvège espoirs \| + 6 min 25 s \| \| 9e \| Johannes Kulset \| Norvège \| Norvège espoirs \| + 6 min 51 s \| \| 10e \| Edgar Pinzón \| Colombie \| Colombie espoirs \| + 7 min 11 s \| |                         |            |                    |                  |
| |                         |            |                    |                  |
| Source : ProCyclingStats |                         |            |                    |                  |
| Classement général |                         |            |                    |                  |
| Coureur | Coureur                 | Pays       | Équipe             | Temps            |
| 1er | Isaac Del Toro          | Mexique    | Mexique espoirs    | 22 h 03 min 24 s |
| 2e | Giulio Pellizzari       | Italie     | Italie espoirs     | + 1 min 13 s     |
| 3e | Davide Piganzoli        | Italie     | Italie espoirs     | + 1 min 42 s     |
| 4e | Matthew Riccitello      | États-Unis | États-Unis espoirs | + 1 min 58 s     |
| 5e | William Junior Lecerf   | Belgique   | Belgique espoirs   | + 3 min 24 s     |
| 6e | Mathys Rondel           | France     | France espoirs     | + 3 min 28 s     |
| 7e | Jan Christen            | Suisse     | Suisse espoirs     | + 5 min 17 s     |
| 8e | Embret Svestad-Bårdseng | Norvège    | Norvège espoirs    | + 6 min 25 s     |
| 9e | Johannes Kulset         | Norvège    | Norvège espoirs    | + 6 min 51 s     |
| 10e | Edgar Pinzón            | Colombie   | Colombie espoirs   | + 7 min 11 s     |

| Classement par points | Classement par points | Classement par points | Classement par points | Classement par points |
| Coureur               | Coureur               | Pays                  | Équipe                | Points                |
| --------------------- | --------------------- | --------------------- | --------------------- | --------------------- |
| 1er                   | Isaac Del Toro        | Mexique               | Mexique espoirs       | 59 pts                |
| 2e                    | Anders Foldager       | Danemark              | Danemark espoirs      | 49 pts                |
| 3e                    | Riley Pickrell        | Canada                | Canada espoirs        | 45 pts                |
| 4e                    | Francesco Busatto     | Italie                | Italie espoirs        | 42 pts                |
| 5e                    | Archie Ryan           | Irlande               | Irlande espoirs       | 35 pts                |

| Classement par points | Classement par points | Classement par points | Classement par points | Classement par points |
| Coureur               | Coureur               | Pays                  | Équipe                | Points                |
| --------------------- | --------------------- | --------------------- | --------------------- | --------------------- |
| 1er                   | Isaac Del Toro        | Mexique               | Mexique espoirs       | 59 pts                |
| 2e                    | Anders Foldager       | Danemark              | Danemark espoirs      | 49 pts                |
| 3e                    | Riley Pickrell        | Canada                | Canada espoirs        | 45 pts                |
| 4e                    | Francesco Busatto     | Italie                | Italie espoirs        | 42 pts                |
| 5e                    | Archie Ryan           | Irlande               | Irlande espoirs       | 35 pts                |

| Classement de la montagne | Classement de la montagne | Classement de la montagne | Classement de la montagne | Classement de la montagne |
| Coureur                   | Coureur                   | Pays                      | Équipe                    | Points                    |
| ------------------------- | ------------------------- | ------------------------- | ------------------------- | ------------------------- |
| 1er                       | Isaac Del Toro            | Mexique                   | Mexique espoirs           | 89 pts                    |
| 2e                        | Giulio Pellizzari         | Italie                    | Italie espoirs            | 72 pts                    |
| 3e                        | William Junior Lecerf     | Belgique                  | Belgique espoirs          | 65 pts                    |
| 4e                        | Embret Svestad-Bårdseng   | Norvège                   | Norvège espoirs           | 56 pts                    |
| 5e                        | Davide Piganzoli          | Italie                    | Italie espoirs            | 51 pts                    |

| Classement de la montagne | Classement de la montagne | Classement de la montagne | Classement de la montagne | Classement de la montagne |
| Coureur                   | Coureur                   | Pays                      | Équipe                    | Points                    |
| ------------------------- | ------------------------- | ------------------------- | ------------------------- | ------------------------- |
| 1er                       | Isaac Del Toro            | Mexique                   | Mexique espoirs           | 89 pts                    |
| 2e                        | Giulio Pellizzari         | Italie                    | Italie espoirs            | 72 pts                    |
| 3e                        | William Junior Lecerf     | Belgique                  | Belgique espoirs          | 65 pts                    |
| 4e                        | Embret Svestad-Bårdseng   | Norvège                   | Norvège espoirs           | 56 pts                    |
| 5e                        | Davide Piganzoli          | Italie                    | Italie espoirs            | 51 pts                    |

### Classement par équipes
| Classement par équipes | Classement par équipes  | Classement par équipes | Classement par équipes |
| Équipe                 | Équipe                  | Pays                   | Temps                  |
| ---------------------- | ----------------------- | ---------------------- | ---------------------- |
| 1re                    | Italie espoirs          | Italie                 | 65 h 31 min 56 s       |
| 2e                     | Colombie espoirs        | Colombie               | + 14 min 04 s          |
| 3e                     | Grande-Bretagne espoirs | Royaume-Uni            | + 39 min 26 s          |
| 4e                     | Espagne espoirs         | Espagne                | + 41 min 27 s          |
| 5e                     | France espoirs          | France                 | + 41 min 37 s          |

## Évolution des classements
| Étape              | Vainqueur          | Classement général   | Classement par points | Classement de la montagne | Classement du meilleur jeune | Classement par équipes | Prix de la combativité |
| ------------------ | ------------------ | -------------------- | --------------------- | ------------------------- | ---------------------------- | ---------------------- | ---------------------- |
| 1                  | Anders Foldager    | Anders Foldager      | Anders Foldager       | Loïc Bettendorff          | Pierre Thierry               | Danemark               | Pierre Thierry         |
| 2                  | Riley Pickrell     | Michał Pomorski      | Anders Foldager       | Loïc Bettendorff          | Michał Pomorski              | Danemark               | Anders Foldager        |
| 3                  | Danemark           | Carl-Frederik Bévort | Anders Foldager       | Loïc Bettendorff          | Carl-Frederik Bévort         | Danemark               | non-décerné            |
| 4                  | Fabio Christen     | Simon Dalby          | Riley Pickrell        | Loïc Bettendorff          | Simon Dalby                  | France                 | Isaac Del Toro         |
| 5                  | Iván Romeo         | Simon Dalby          | Anders Foldager       | Iván Romeo                | Simon Dalby                  | Espagne                | Iván Romeo             |
| 6                  | Isaac Del Toro     | Matthew Riccitello   | Anders Foldager       | Isaac Del Toro            | Isaac Del Toro               | Italie                 | Edgar Pinzón           |
| 7a                 | Matthew Riccitello | Matthew Riccitello   | Anders Foldager       | Isaac Del Toro            | Isaac Del Toro               | Italie                 | non-décerné            |
| 7b                 | Archie Ryan        | Matthew Riccitello   | Anders Foldager       | Isaac Del Toro            | Isaac Del Toro               | Italie                 | Archie Ryan            |
| 8                  | Giulio Pellizzari  | Isaac Del Toro       | Isaac Del Toro        | Isaac Del Toro            | Isaac Del Toro               | Italie                 | Joshua Golliker        |
| Classements finals | Classements finals | Isaac Del Toro       | Isaac Del Toro        | Isaac Del Toro            | Isaac Del Toro               | Italie                 | Isaac Del Toro         |